# الأمن المدرسي

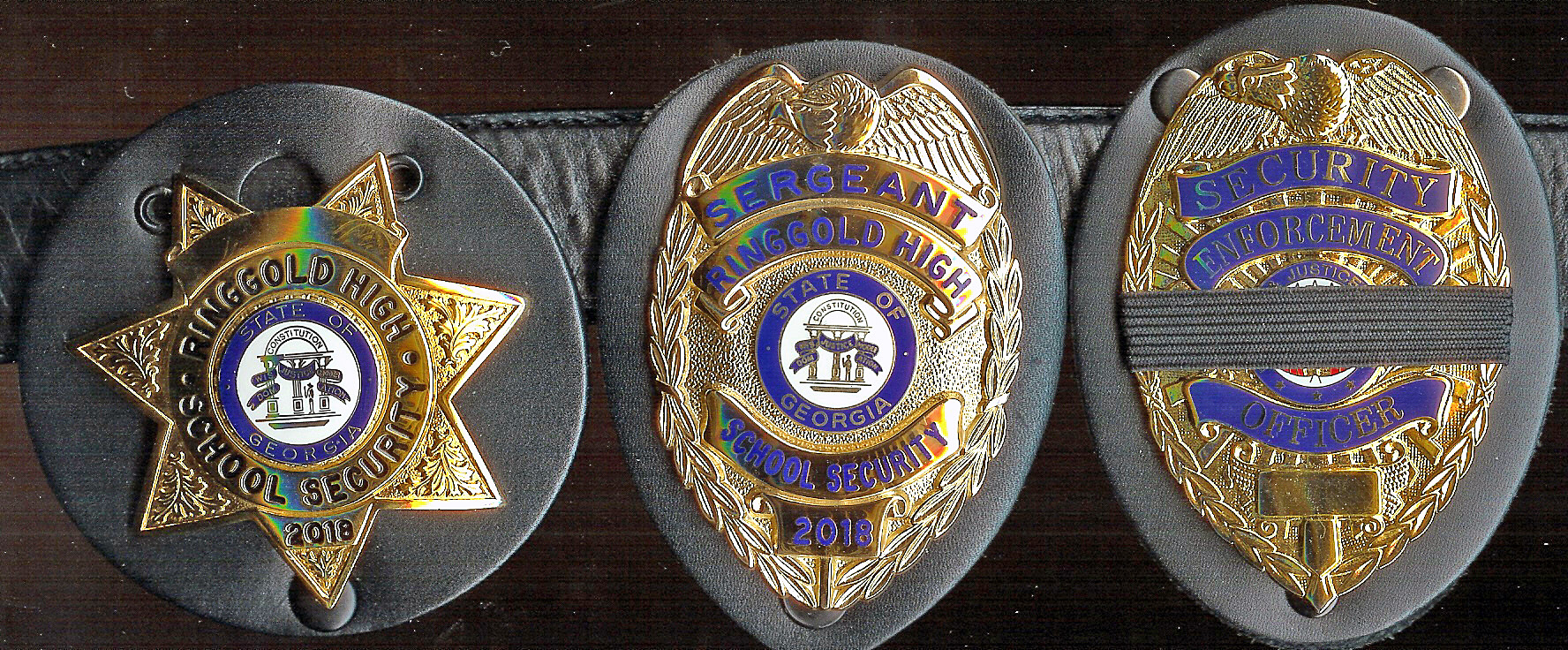
ثلاثة أنواع من الشارات المستخدمة بواسطة العديد من أفراد الشرطة وشرطة المقاطعات ودوريات الطرق السريعة وضباط الأمن. تستخدم النجوم المتعددة الأضلاع تقريباً في جميع أقسام شرطة المقاطعات، في حين يستخدم ضباط الشرطة وضباط الأمن الدروع المزدوجة. تحتوي شارة الأمان القياسية على شريط أسود لتذكير بأي ضابط قتل في خط الواجب.

يشمل الأمن المدرسي جميع التدابيرالمتخذة لمكافحة التهديدات التي يتعرض لها الناس والممتلكات في البيئات التعليمية. مصطلح واحد مرتبط بالأمن المدرسي وهو السلامة المدرسية، والتي تعرف بأنها حماية الطلاب من العنف والتنمر، وكذلك التعرض للعوامل الضارة مثل المخدرات وأنشطة العصابات. إلى جانب الأماكن العامة الأخرى، تتعرض المدراس لخطر الانتهاكات من الخارج بالإضافة إلى هجمات الطلاب أو أعضاء هيئة التدريس بسبب ارتفاع حركة المهاجمين المحتملين وتوافر الضحايا.